# Carmen Rodallega
Carmen Elisa Rodallega (Cali,15 de julio de 1983) es una futbolista colombiana, juega como delantera y su equipo actual es el Deportivo Cali de Colombia, también fue internacional con la Selección de Colombia. Es prima del futbolista colombiano Hugo Rodallega.
Rodallega empezó a jugar a fútbol en su barrio y se unió a la Escuela de Fútbol Carlos Sarmiento Lora a los 17 años.
Hizo parte de la selección nacional en la Copa Mundial Femenina de Fútbol de 2011 y el Torneo Olímpico de Londres 2012.

## Clubes

### Orsomarso
A finales de 2016 fue confirmada como jugadora del Orsomarso en la Liga Profesional de Colombia para disputar la primera edición de la Liga Femenina en 2017.

### Atlético Huila
Para el año 2018, Rodallega llega al Atlético Huila donde se corona campeona de la Liga Femenina enfrentando a Nacional. Además, el Huila logró un cupo para la Copa Libertadores, donde logró el título continental contra Santos.

### Deportivo Cali
En 2019 se confirma su llegada al Deportivo Cali.

## Selección femenina de fútbol de Colombia

### Categoría Mayores
En enero de 2010 integró la Selección femenina de fútbol de Colombia que continuó a cargo de Pedro Ignacio Rodríguez hasta ese entonces, obteniendo la medalla de bronce en la Copa Bicentenario Femenina de Chile.
Participó Campeonato Sudamericano Femenino de 2010, más conocido como Copa América Femenina, anotó un gol.
Así llegó a disputar la VI Copa Mundial Femenina de Fútbol realizada en Alemania, el Torneo femenino de fútbol en los Juegos Panamericanos de 2011 realizados en Guadalajara y em el V Torneo femenino de fútbol en los Juegos Olímpicos de Londres 2012. Después de que Colombia fuera derrotado en los tres partidos de grupo, Rodallega criticó la falta de apoyo de la federación. También apoyó al entrenador del equipo sobre la controvertida omisión de Yoreli Rincón, afirmando que Rincón había llegado al torneo en mal estado.

#### Goles internacionales
| No. | Fecha               | Sede                               | Rival            | Marcador | Resultado | Competición            |
| --- | ------------------- | ---------------------------------- | ---------------- | -------- | --------- | ---------------------- |
| 1   | 20 de junio de 2011 | Sportanlage Stapfen, Naters, Suiza | Bandera de Gales | 2–0      | 3-1       | Matchworld Women's Cup |
| 2   | 20 de junio de 2011 | Sportanlage Stapfen, Naters, Suiza | Bandera de Gales | 3–1      | 3-1       | Matchworld Women's Cup |

## Palmarés

### Torneos nacionales
| Título                       | Club           | País     | Año  |
| ---------------------------- | -------------- | -------- | ---- |
| Liga Profesional de Colombia | Atlético Huila | Colombia | 2018 |

### Torneos internacionales
| Título            | Club           | País     | Año  |
| ----------------- | -------------- | -------- | ---- |
| Copa Libertadores | Atlético Huila | Colombia | 2018 |

### Vida personal
Carmen Rodallega es prima del también futbolista Hugo Rodallega. Además, la hija de Carmen, María del Carmen Rodallega es también jugadora profesional del Deportivo Cali, equipo donde en 2019 son compañeras.
Otras distinciones
- Subcampeona del Campeonato Sudamericano Sub-20 de 2010.